# Pseudocatolaccus malgacinus
Pseudocatolaccus malgacinus är en stekelart som beskrevs av Jean Risbec 1952. Pseudocatolaccus malgacinus ingår i släktet Pseudocatolaccus och familjen puppglanssteklar.
Artens utbredningsområde är Madagaskar. Inga underarter finns listade i Catalogue of Life.